# 含水层

典型含水层截面

含水层，也作蓄水层，是指地底一层含有水分的渗透岩、岩石碎隙或未固结的材料（砾石、沙、淤泥）。人们可通过打钻水井来从含水层提取地下水。研究含水层的水流、含水层特征的学科被称为水文地质学。